# Appleseed
Appleseed (яп. アップルシ－ド, аппуру сі:до, Яблуневе зернятко) — науково-фантастична манґа японського манґаки Масамуне Сіро з характерними жанровими ознаками кіберпанку та меху.
Автор майже за 20 років (1985—2004) створив цілий цикл: 4 основні книги та кілька додаткових і згруповані перевидання.

## Герої циклу
- Бріорей Гекатонкейрес (англ. Briareos[4] Hecatonchires[5], яп. ブリアレオス・ヘカトンケイレス, перекладено як англ. Buriareosu Hekatonkeiresu)[6]
- Дюнан Ньют (англ. Deunan Knute, яп. デュナン・ナッツ, перекладено як англ. Dyunan Nattsu)[7]
- Афіна Аріос (англ. Athena Areios) — біороїд першого покоління, прем'єр-міністр Олімпу.
- Хітомі (англ. Hitomi) — біороїд другого покоління, рекрутер ESWAT поза межами Олімпа, активна діячка суспільства.
- англ. Mautholos Calon: поліцейський, дружина якого трагічно загинула.
- Ніка (англ. Nike) — біороїд другого покоління, перша помічниця Афіни Аріос, начальник штабу Олімпуса, командувач ES.W.A.T..
- Едвард Уран III, «Уран» — генерал, командувач регулярної армії Олімпу(англ. R.O.A.). Реакціонер, ненавидить біороїдів.
- англ. Colonel Hades: підлеглий генерала Урана.

Вчені:
- англ. Dr. Gilliam Knute: Творець біороїдів і мати Дюнан.
- Дійя (англ. Deya) — вчений займається біороїдами. Родом з Посейдона, але живе і працює в Олімпі.
- Гая (англ. Gaia) — надкомп'ютер, керує Олімпом. Має певний зв'язок з біороїдами.

Бійці організації ESWAT(або ES.W.A.T. — англ. The Extra-Special Weapons and Advanced Tactics):
- англ. Briareos Hecatonchires
- англ. Deunan Knut
- англ. Leyton
- англ. Kudoh
- англ. Tereus: біороїд 4 покоління, фенотипічно-генетичний клон Бріорея-людини
- англ. Yoshitsune Miyamoto, «Yoshi»: Начальник машинного підрозділу ES.W.A.T.

Терористи:
- Себастян (англ. A.J.Sebastian) — лідер терористів, є кіборгом.
- Алсідес (англ. Alcides) — лідер терористів, засновник Аргонавтів. Як розповідали Дюнан, під час її перебування в полоні у Аргонавтів, за версією Аргонавтів, колись давно, 20 років тому Алсідес був другом і товаришем по зброї Карла Ньюта — батька Дюнан, який працював деякий час за наймом на Аргонавтів, а потім їх покинув, щоб доглядати доньку.
- Гіллос (англ. Hyllos) — теперішній лідер терористів, відомий як син Алсідеса, (насправді, це біород, створений з генів Алсідеса, а справжній син Алсідеса, помер, ще не народженим у череві матері, під час бомбардувань Аргонавтів Посейдоном, тим не менше біороїд називає себе сином Алсідеса, і абсолютно впевнений, що має на це повне право).

## Стислий зміст
Основний сюжет розвивається навколо вимушених постійно проходити процедури підтримки життя ідеальних штучних людей-біороїдів, і їх взаємовідносин з недосконалими творцями — людьми.
Державою керує суперкомп'ютер Гайя, проте в загальній політиці беруть участь кілька сторін, які бажають по-різному вирішити становище і долю того чи іншого виду громадян. До прибуття головної героїні, яка є ключем до вирішення проблеми, починається збройне протистояння воєнізованих структур звичайних і штучних людей. Опинившись в добре захищеній від зовнішньої небезпеки державі «без воєн і насильства», головна героїня також зустрічає свого коханого і командира, який після тяжких поранень став кіборгом …
Головна героїня Дюнан Ньют — молода високопрофесійна дівчина-солдат, що є однією з тих, що вижили в ході останньої Світової війни. Під час битви її рятує Хітомі, біороїд другого покоління. Порахувавши, що її захопили вороги, Дюна пробує втекти з лікарні захопивши Хітомі в заручники, але її зупиняє Бріорей, її давній коханий, який тепер є кіборгом (в броні Гекатонкейрес, також це прізвисько самого кіборга). Вона дізнається, що війна закінчилася і тепер вона знаходиться в утопічному місті, на ім'я «Олімп». Його населення складається з людей і генетично модифікованих клонів, яких називають біороїдами.
Олімп керується трьома структурами:
- урядом, який очолює прем'єр-міністр Афіна Аріос;
- військовиками, «на чолі» з командувачем регулярної армії Олімпу генералом Едвардом Ураном III;
- Радою Старійшин (біороїдів).

Опинившись в будівлі «Тартарос»(англ. Tartaros або англ. Tartarus), де розташовується «Гайа», для зустрічі з Прем'єр-міністром і Старійшинами, Дюна приймає пропозицію приєднатись до підрозділу ES.W.A.T. — біороідному аналогу поліції спеціального призначення, в якому служить також і Бріорей.
Біороїди були створені з ДНК батька Дюни — доктора Карла, що дає привід вважати біороїдів другого покоління своєрідними братами і сестрами. Вони мають дуже коротку тривалість життя, коротшу ніж люди, через генетичне придушення репродуктивних можливостей. Життя біороїдів раптово опиняється в небезпеці після теракту — вибуху їх репродуктивного Центру. В ході переслідування терористів Дюна і Бріорей вловлюють загадкову фразу про те, що «таємниця яблуневого зерня не повинна бути відкрита».

## Манґа
Спочатку опублікована в Японії в 1985 році. Книга перша Appleseed: The Promethean Challenge була опублікована безпосередньо «на папері», а не як серіалізована, що є великою рідкістю на японському ринку манґи. Незабаром після цього відбулося видання Другої книги: Appleseed: Prometheus Unbound, Третя книга Appleseed: The Scales of Prometheus 1987 року та Четверта — Appleseed: The Promethean Balance в 1989 році.
З 1988 по 1992 роки Appleseed було опубліковано англійською мовою Eclipse Comics, студія Proteus. Манґа в даний час опублікована Dark Horse Comics. У 2004 році було випущено спеціальне видання, що складало перші два томи під назвою Appleseed 01 & 02.

### Хронологія видання
| Рік               | Назва твору, (укр.)                                                        | Назва твору, (яп.)                                               | Назва твору, (англ.)                      | ISBN                                                                        |
| ----------------- | -------------------------------------------------------------------------- | ---------------------------------------------------------------- | ----------------------------------------- | --------------------------------------------------------------------------- |
| 1985              | Книга перша. Яблуневе зернятко: Виклик Прометея                            | яп. アップルシード1 プロメテウスの挑戦                           | англ. Appleseed: The Promethean Challenge | ISBN 4-915333-52-3, ISBN 4-915333-19-1                                      |
| 1985              | Друга книга. Яблуневе зернятко: Прометей без зобов'язань                   | яп. アップルシード2 プロメテウスの解放                           | англ. Appleseed: Prometheus Unbound       | ISBN 4-915333-23-X, ISBN 4-915333-62-0                                      |
| 1987              | Третя книга. Яблуневе зернятко: Терези Прометея                            | яп. アップルシード3 プロメテウスの小天秤                         | англ. Appleseed: The Scales of Prometheus | ISBN 4-915333-33-7, ISBN 4-915333-83-3                                      |
| 1989              | Четверта книга. Яблуневе зернятко: Прометеєвий баланас                     | яп. アップルシード4 プロメテウスの大天秤                         | англ. Appleseed: The Promethean Balance   | ISBN 4-915333-57-4                                                          |
| Додаткові видання |                                                                            |                                                                  |                                           |                                                                             |
| 1988              | Читання книги Яблуневе зернятко. Світ кіно Сіро Масамуне                   | яп. アップルシード読本 士郎正宗の映像世界                        |                                           | ISBN 4-89189-361-3                                                          |
| 1990              | Яблуневе зернятко: книга з даними                                          | яп. アップルシード データブック                                  | Appleseed databook                        | ISBN 4-915333-69-8                                                          |
| 1996              | Версія Comic Gaia Яблуневе зернятко. Резюме Масамуне Сіро (Великі нотатки) | яп. コミックガイア版 アップルシード総集編 士郎正宗ハイパーノーツ |                                           | ISBN 4-87892-085-8                                                          |
| 2001              | Яблуневе зернятко: книга з ілюстраціями                                    | яп. アップルシード id イラスト＆データ                           | Appleseed illust&data                     | ISBN 4-87892-219-2                                                          |
| 2001              | Яблуневе зернятко: Баланс Прометея                                         | яп. (MF文庫) アップルシード1～4                                  |                                           | ISBN 4-8401-0302-X ISBN 4-8401-0317-8 ISBN 4-8401-0342-9 ISBN 4-8401-0353-4 |
| 2004              | Яблуневе зернятко 01&02                                                    |                                                                  | APPLESEED 01&02                           | ISBN 4-06-334856-3                                                          |

### Продовження
Сіро говорив, що він не має наміру просувати Appleseed далі.